# Список полных кавалеров ордена Трудовой Славы/Б
В настоящем списке представлены в алфавитном порядке полные кавалеры ордена Трудовой Славы, чьи фамилии начинаются с буквы «Б». Список содержит информацию о датах Указов о присвоении звания, профессии награждённых, дате рождения и дате смерти. В настоящее время список не является завершённым и нуждается в дополнениях и уточнениях.
| №  | Фамилия, имя, отчество              | Даты жизни              | Профессия | Дата Указа и номер ордена                                                 | ГС        |
| -- | ----------------------------------- | ----------------------- | --- | ------------------------------------------------------------------------- | --------- |
| 1  | Бабина, Лидия Трофимовна            | род. 10.06.1944         | Заведующая фермой межколхозного предприятия по производству мяса «Прогресс» с. Малый Фонтан Котовского района Одесской области | 3 ст. 14.02.1975 № 16871 2 ст. 24.12.1976 № 1883 1 ст. 07.07.1986 № 441   | [ ГС 1 ]  |
| 2  | Бабинова, Анна Ивановна             | род. 29.07.1944         | Прядильщица прядильно-ткацкой фабрики «Аудеяс» Министерства текстильной промышленности Литовской ССР, гор. Вильнюс | 3 ст. 21.04.1975 № 130010 2 ст. 17.03.1981 № 18070 1 ст. 23.05.1986 № 281 | [ ГС 2 ]  |
| 3  | Бабичева, Нина Григорьевна          | 27.09.1941 — 31.01.2025 | Бригадир шлифовальщиц завода «Карагандагормаш» Министерства угольной промышленности СССР, гор. Караганда | 3 ст. 05.03.1976 № 310948 2 ст. 02.03.1981 № 13812 1 ст. 29.04.1986 № 264 | [ ГС 3 ]  |
| 4  | Бадертдинов, Рагиб Марвартдинович   | род. 17.08.1945         | Комбайнёр колхоза «Октябрь» Илишевского района Башкирской АССР | 3 ст. 14.02.1975 № 20163 2 ст. 12.04.1979 № 3466 1 ст. 07.01.1983 № 4     | [ ГС 4 ]  |
| 5  | Базарбаев, Байханбай                | род. 1930               | Рабочий совхоза, Наманганская область | 3 ст. 14.02.1975 № 4194 2 ст. 26.02.1981 № 16613 1 ст. 24.07.1986 № 467   |           |
| 6  | Бакенов, Заманбек                   | род. 1935               | Старший чабан совхоза «Каратауский» Егиндыбулакского района Карагандинской области | 3 ст. 14.02.1975 № 6504 2 ст. 24.12.1976 № 61 1 ст. 21.12.1983 № 51       |           |
| 7  | Бакланов, Виктор Васильевич         | 18.01.1949 — 04.06.2019 | Тракторист колхоза «Гигант» Магдалиновского района Днепропетровской области | 3 ст. 14.02.1975 № 10453 2 ст. 04.03.1982 № 15394 1 ст. 15.05.1987 № 593  | [ ГС 5 ]  |
| 8  | Балясников, Михаил Петрович         | род. 1951               | Тракторист совхоза «Сяглицы» Волосовского района Ленинградской области | 3 ст. 24.02.1978 № 231834 2 ст. 29.08.1986 № 54297 1 ст. 25.10.1991 № 947 |           |
| 9  | Баранова, Антонина Фёдоровна        | род. 1940               | Старшая приёмосдатчица груза и багажа станции Хабаровск-II Дальневосточной железной дороги | 3 ст. 21.04.1975 № 38240 2 ст. 02.04.1981 № 9412 1 ст. 03.07.1986 № 398   |           |
| 10 | Барановская, Анна Ивановна          | род. 1943               | Птичница Ореховской птицефабрики с. Нестерянка Ореховского района Запорожской области | 3 ст. 14.02.1975 № 17489 2 ст. 24.12.1976 № 2023 1 ст. 05.12.1985 № 171   |           |
| 11 | Бардаков, Владимир Фёдорович        | род. 1938               | Машинист тепловоза отделения временной эксплуатации треста «Тындатрансстрой» Министерства транспортного строительства СССР, Амурская область                                                                                                 | 3 ст. 04.03.1976 № 196165 2 ст. 29.04.1985 № 35862 1 ст. 10.08.1990 № 743 |           |
| 12 | Баринов, Александр Васильевич       | 08.01.1946 — 28.07.1996 | Электромеханик производственного объединения «Горьковский автомобильный завод», Нижегородская область | 3 ст. 31.03.1981 № 533605 2 ст. 10.06.1986 № 32159 1 ст. 29.11.1991 № 950 | [ ГС 6 ]  |
| 13 | Барсуков, Анатолий Иванович         | род. 02.11.1939         | Бригадир Каскеленского опытного хозяйства Казахского научно-исследовательского института имени В. Р. Вильямсона, Алма-Атинская область | 3 ст. 14.02.1975 № 5756 2 ст. 12.04.1979 № 3718 1 ст. 07.07.1986 № 369    | [ ГС 7 ]  |
| 14 | Барсуков, Виктор Яковлевич          | 11.01.1944 — 10.04.2015 | Оператор по добыче нефти и газа газопромыслового управления Уренгойского производственного объединения имени Оруджева Министерства газовой промышленности СССР, гор. Надым Ямало-Ненецкого автономного округа                                | 3 ст. 20.02.1975 № 123317 2 ст. 02.03.1981 № 11876 1 ст. 21.02.1986 № 201 | [ ГС 8 ]  |
| 15 | Бартош, Михаил Иванович             | род. 12.1948            | Комбайнёр колхоза имени Ленина Ичнянского района, село Рожновка Черниговской области | 3 ст. 22.12.1977 № 177216 2 ст. 07.07.1986 № 40772 1 ст. 14.08.1991 № 925 |           |
| 16 | Батанова, Валентина Ивановна        | род. 1938               | Оператор машинного доения колхоза имени Кирова Слуцкого района Минской области | 3 ст. 14.02.1975 № 3767 2 ст. 16.12.1980 № 4250 1 ст. 17.08.1988 № 627    | [ ГС 9 ]  |
| 17 | Батраев, Николай Филиппович         | 01.05.1937 — 30.04.1986 | Сталевар Магнитогорского металлургического комбината имени В. И. Ленина Министерства чёрной металлургии СССР, Челябинская область | 3 ст. 05.11.1974 № 304 2 ст. 02.03.1978 № 3126 1 ст. 07.01.1983 № 5       | [ ГС 10 ] |
| 18 | Бегунов, Александр Борисович        | 02.04.1944 — 29.04.2009 | Бригадир слесарей-судоремонтников Первомайского судоремонтного завода Министерства рыбного хозяйства СССР, гор. Владивосток Приморского края                                                                                                 | 3 ст. 04.05.1975 № 37584 2 ст. 17.03.1981 № 9680 1 ст. 19.08.1988 № 646   |           |
| 19 | Бедняков, Эдуард Иванович           | 02.11.1933 — 26.01.2006 | Электросварщик ручной дуговой сварки цеха сварки рам для комбайнов завода «Ростсельмаш» Министерства тракторного и сельскохозяйственного машиностроения СССР, гор. Ростов-на-Дону                                                            | 3 ст. 04.05.1975 № 66645 2 ст. 11.02.1981 № 11528 1 ст. 10.06.1986 № 319  | [ ГС 11 ] |
| 20 | Безуглова, Любовь Алексеевна        | род. 11.09.1941         | Старший аппаратчик Горловского производственного объединения «Стирол» имени С. Орджоникидзе Министерства по производству минеральных удобрений СССР, Донецкая область                                                                        | 3 ст. 24.04.1975 № 65342 2 ст. 06.04.1981 № 14839 1 ст. 03.06.1986 № 301  | [ ГС 12 ] |
| 21 | Белица, Андрей Семёнович            | 25.08.1934 — 16.03.2018 | Водитель автомобиля колхоза имени Горького Андроповского района Ставропольского края | 3 ст. 14.02.1975 № 17945 2 ст. 06.06.1984 № 5592 1 ст. 23.08.1990 № 768   | [ ГС 13 ] |
| 22 | Белоног, Нина Ивановна              | род. 1938               | Доярка, с. Сокольча Попельнянского района Житомирской области | 3 ст. 14.02.1975 № 8259 2 ст. 06.03.1981 № 15964 1 ст. 07.07.1986 № 434   |           |
| 23 | Белоусов, Иван Никандрович          | род. 1934               | Рабочий предприятия Министерства газовой промышленности СССР, Краснодарский край | 3 ст. 22.04.1975 № 127098 2 ст. 02.03.1981 № 4272 1 ст. 22.01.1986 № 185  |           |
| 24 | Бельскене, Ядвига Стасевна          | род. 1934               | Доярка колхоза имени Антанаса Снечкуса Кедайнского района Литовской ССР | 3 ст. 14.02.1975 № 29511 2 ст.27.12.1976 № 2830 1 ст. 07.01.1983 № 6      | [ ГС 14 ] |
| 25 | Беляков, Юрий Александрович         | род. 16.06.1951         | Звеньевой колхоза «Перемога» села Хрущовка Золотоношского района Черкасская области | 3 ст. 14.02.1975 № 9354 2 ст. 12.04.1979 № 3578 1 ст. 14.08.1991 № 933    |           |
| 26 | Беляцкая, Вера Константиновна       | род. 1935               | Доярка Шушенского совхоза-техникума имени Ленина и Крупской Шушенского района Красноярского края | 3 ст. 14.02.1975 № 946214 2 ст. 16.12.1980 № 4119 1 ст. 29.08.1986 № 549  | [ ГС 15 ] |
| 27 | Бердиев, Аманклыч Мамедович         | род. 1944               | Рабочий предприятия Министерства лёгкой промышленности Туркменской ССР, гор. Ашхабад | 3 ст. 21.04.1975 № 127193 2 ст. 17.03.1981 № 4178 1 ст. 23.05.1986 № 285  | [ ГС 16 ] |
| 28 | Бердин, Семён Иванович              | 13.09.1931 — 19.12.2000 | Машинист экскаватора специализированного управления земляных работ № 2 треста «Щёкингазстрой» Министерства строительства предприятий нефтяной и газовой промышленности СССР, Минская область                                                 | 3 ст. 08.01.1976 № 138624 2 ст. 09.12.1980 № 20680 1 ст. 15.05.1985 № 133 | [ ГС 17 ] |
| 29 | Бердниченко, Иван Григорьевич       | род. 27.07.1936         | Тракторист колхоза имени Щорса Васильковского района Киевской области | 3 ст. 22.12.1977 № 336557 2 ст. 07.07.1986 № 42995 1 ст. 08.08.1991       |           |
| 30 | Березенкина, Зинаида Фёдоровна      | 23.10.1931 — 15.08.2018 | Доярка колхоза имени Жданова Инзенского района Ульяновской области | 3 ст. 14.02.1975 № 22319 2 ст. 23.12.1976 № 29 1 ст. 21.12.1983 № 65      | [ ГС 18 ] |
| 31 | Бернадская, Светлана Григорьевна    | род. 15.10.1937         | Живописец Барановского фарфорового завода имени В. И. Ленина, Житомирская область | 3 ст. 21.04.1975 № 59778 2 ст. 17.03.1981 № 15927 1 ст. 01.08.1991 № 908  | [ ГС 19 ] |
| 32 | Беспалов, Иван Михайлович           | 13.02.1939 — 24.08.2001 | Мастер Воронежского мостового завода объединения «Мостостройиндустрия» Министерства транспортного строительства СССР | 3 ст. 28.03.1978 № 403475 2 ст. 22.07.1985 № 21405 1 ст. 10.08.1990 № 748 |           |
| 33 | Беспалько, Игорь Васильевич         | 30.09.1942 — 24.12.2015 | Сварщик строительно-монтажного управления № 1 Министерства жилищно-коммунального хозяйства Украинской ССР, гор. Хмельницкий | 3 ст. 12.05.1975 № 59320 2 ст. 15.04.1981 № 14942 1 ст. 14.08.1986 № 511  |           |
| 34 | Биккулов, Мунир Караматович         | 25.03.1944 — 23.07.2016 | Слесарь механосборочных работ Уфимского завода телефонной аппаратуры имени С. М. Кирова, Башкирская АССР | 3 ст. 08.10.1980 № 462192 2 ст. 08.08.1986 № 55106 1 ст. 21.12.1991 № 975 | [ ГС 20 ] |
| 35 | Биличенко, Зиновия-Елена Михайловна | род. 25.12.1941         | Оператор машинного доения колхоза «Украина» Сокальского района Львовской области | 3 ст. 14.02.1975 № 9463 2 ст. 24.12.1976 № 918 1 ст. 08.08.1991 № 918     |           |
| 36 | Бимбаев, Георгий Мархаевич          | 09.02.941 — 22.07.2013  | Старший чабан совхоза «Удинский» Хоринского района Бурятской АССР | 3 ст. 23.12.1976 № 235640 2 ст. 14.12.1984 № 12164 1 ст. 25.08.1989 № 667 | [ ГС 21 ] |
| 37 | Бобков, Владимир Иванович           | 06.05.1941 — 19.02.2021 | Водитель автомобиля автокомбината № 10 Главмосавтотранса Министерства автомобильного транспорта РСФСР, гор. Москва | 3 ст. 18.02.1975 № 1486 2 ст. 29.12.1976 № 2998 1 ст. 07.01.1983 № 7      | [ ГС 22 ] |
| 38 | Бобров, Алексей Николаевич          | 13.03.1932 — 21.05.2014 | Тракторист колхоза «Искра» Цимлянского района Ростовской области | 3 ст. 14.02.1975 № 21482 2 ст. 23.12.1976 № 1233 1 ст. 27.08.1990 № 785   | [ ГС 23 ] |
| 39 | Бобрышев, Владимир Андреевич        | род. 06.02.1946         | Тракторист-машинист колхоза имени Крупской Топчихинского района Алтайского края | 3 ст. 23.12.1976 № 323466 2 ст. 06.06.1984 № 10110 1 ст. 23.08.1990 № 766 | [ ГС 24 ] |
| 40 | Богатчук, Мария Фёдоровна           | 02.08.1927 — 05.08.1998 | Доярка племзавода-колхоза «Завет Ильича» Красногорского района Московской области | 3 ст. 23.12.1976 № 327213 2 ст. 12.03.1982 № 12622 1 ст. 29.05.1990 № 715 | [ ГС 25 ] |
| 41 | Богдан, Алексей Филиппович          | 10.04.1937 — 24.04.2004 | Машинист компрессоров Рязанского нефтеперерабатывающего завода имени 50-летия СССР Министерства нефтеперерабатывающей и нефтехимической промышленности СССР, Рязанская область                                                               | 3 ст. 02.09.1974 № 27 2 ст. 23.03.1978 № 3156 1 ст. 07.01.1983 № 8        | [ ГС 26 ] |
| 42 | Богданов, Владимир Дмитриевич       | род. 19.10.1938         | Горнорабочий очистного забоя шахты имени 50-летия Октября Гуковского производственного объединения по добыче угля (Гуковуголь) Министерства угольной промышленности СССР, Ростовская область                                                 | 3 ст. 21.04.1975 № 66840 2 ст. 01.03.1982 № 5205 1 ст. 25.10.1985 № 161   | [ ГС 27 ] |
| 43 | Богданова, Любовь Григорьевна       | 12.11.1937 — 12.08.2018 | Оператор машинного доения колхоза «Память Ильича» Щёлковского района Московской области | 3 ст. 14.02.1975 № 13161 2 ст. 23.12.1976 № 532 1 ст. 29.05.1990 № 716    | [ ГС 28 ] |
| 44 | Богословский, Владимир Фёдорович    | 24.12.1934 — 26.12.2006 | Токарь Серпуховского научно-производственного объединения автозаправочной техники Государственного комитета РСФСР по обеспечению нефтепродуктами, Московская область                                                                         | 3 ст. 22.04.1975 № 121592 2 ст. 06.04.1981 № 9136 1 ст. 03.06.1986 № 297  | [ ГС 29 ] |
| 45 | Богочаров, Владимир Васильевич      | род 06.09.1937          | Плавильщик Запорожского автомобилестроительного завода Министерства автомобильной промышленности СССР | 3 ст. 11.03.1976 № 181110 2 ст. 31.03.1981 № 16264 1 ст. 10.06.1986 № 337 | [ ГС 30 ] |
| 46 | Боев, Геннадий Тарасович            | 06.07.1943 — 20.12.2019 | Электромонтёр Анивского линейно-технического цеха связи Министерства связи РСФСР, Сахалинская область | 3 ст. 04.03.1976 № 152704 2 ст. 02.04.1981 № 10992 1 ст. 03.07.1986 № 414 | [ ГС 31 ] |
| 47 | Бокарева, Галина Алексеевна         | род. 1941               | Швея-мотористка опытно-технической фабрики имени Клары Цеткин Центрального научно-исследовательского института швейной промышленности Министерства лёгкой промышленности СССР, гор. Москва                                                   | 3 ст. 04.03.1976 № 163680 2 ст. 16.01.1981 № 19304 1 ст. 23.05.1986 № 272 | [ ГС 32 ] |
| 48 | Болбот, Константин Николаевич       | род. 1936               | Бригадир проходчиков шахты «Кадыкчанская» производственного объединения «Северовостокуголь» Министерства угольной промышленности СССР, Магаданская область                                                                                   | 3 ст. 21.04.1975 № 79987 2 ст. 02.03.1975 № 6874 1 ст. 29.04.1986 № 258   |           |
| 49 | Большаков, Виктор Григорьевич       | 09.06.1938 — 13.04.2015 | Водитель автомобиля автобазы № 5 автотранспортной конторы треста «Востокнефтепроводстрой» Министерства строительства предприятий нефтяной и газовой промышленности СССР, Башкирская АССР                                                     | 3 ст. 20.02.1975 № 20139 2 ст. 16.05.1980 № 4829 1 ст. 29.11.1984 № 98    | [ ГС 33 ] |
| 50 | Бондарева, Варвара Матвеевна        | род. 15.06.1939         | Раскройщица Московского промышленно-торгового объединения «Салют» Российской государственной ассоциации лёгкой промышленности «Рослегпром»                                                                                                   | 3 ст. 03.04.1978 № 261218 2 ст. 02.08.1983 № 19445 1 ст. 25.01.1991 № 866 | [ ГС 34 ] |
| 51 | Бондарева, Нина Ивановна            | 10.10.1942 — 14.02.2003 | Оператор машинного доения совхоза «Полтавский» Полтавского района Омской области | 3 ст. 14.02.1975 № 23145 2 ст. 23.12.1976 № 509 1 ст. 06.08.1990 № 730    | [ ГС 35 ] |
| 52 | Бондаренко, Фёдор Емельянович       | 1927—1987               | Чабан колхоза имени Покрышева Голопристанского района Херсонской области | 3 ст. 14.02.1975 № 12181 2 ст. 24.12.1976 № 2284 1 ст. 21.12.1983 № 67    |           |
| 53 | Бордияну, Анастасия Ивановна        | род. 1937               | Обработчица виноматериалов научно-производственного объединения «Яловены» Яловенского района Молдавской ССР | 3 ст. 21.04.1975 № 130829 2 ст. 17.03.1981 № 18008 1 ст. 08.06.1990 № 733 |           |
| 54 | Борисенко, Владимир Тимофеевич      | 08.03.1937 — 21.04.2000 | Старший чабан колхоза «Гигант» Благодарненского района Ставропольского края | 3 ст. 14.02.1975 № 24050 2 ст. 13.03.1981 № 5504 1 ст. 29.08.1986 № 551   | [ ГС 36 ] |
| 55 | Борисов, Александр Степанович       | 24.06.1935 — 25.02.2005 | Бригадир токарей Омского завода кислородного машиностроения Министерства химического и нефтяного машиностроения СССР | 3 ст. 22.04.1975 № 76754 2 ст. 11.03.1981 № 6378 1 ст. 10.06.1986 № 326   | [ ГС 37 ] |
| 56 | Борисов, Анатолий Николаевич        | род. 1942               | Кузнец-штамповщик Гомельского завода сельскохозяйственного машиностроения имени 60-летия Великого Октября «Гомсельмаш» Министерства автомобильного и сельскохозяйственного машиностроения СССР                                               | 3 ст. 12.05.1977 № 425202 2 ст. 10.03.1981 № 17218 1 ст. 18.10.1990 № 841 | [ ГС 38 ] |
| 57 | Борисов, Виктор Павлович            | род. 1937               | Водитель автомобиля колхоза имени Шаумяна Георгиевского района Ставропольского края | 3 ст. 14.02.1975 № 24081 2 ст. 13.03.1981 № 5505 1 ст. 03.12.1991 № 964   | [ ГС 39 ] |
| 58 | Борисова, Вера Никифоровна          | 05.04.1938 — 23.03.2008 | Вязальщица Феодосийской чулочной фабрики имени 60-летия Советской Украины Министерства лёгкой промышленности Украинской ССР, Крымская область                                                                                                | 3 ст. 21.04.1975 № 32665 2 ст. 02.08.1983 № 15612 1 ст. 22.11.1988 № 653  | [ ГС 40 ] |
| 59 | Борисова, Мария Ивановна            | род. 1942               | Доярка совхоза «Алексеевский» Горьковского района Омской области | 3 ст. 14.02.1975 № 13641 2 ст. 23.12.1976 № 504 1 ст. 05.12.1985 № 168    | [ ГС 41 ] |
| 60 | Борисова, Раиса Алексеевна          | род. 30.12.1939         | Оператор машинного доения колхоза «Родина» Благодарненского района Ставропольского края | 3 ст. 16.12.1980 № 461913 2 ст. 29.08.1986 № 29237 1 ст. 03.12.1991 № 965 | [ ГС 42 ] |
| 61 | Борковский, Владислав Иванович      | род. 10.01.1943         | Машинист экскаватора угольного разреза «Коркинский» Челябинского производственного объединения по добыче угля Министерства угольной промышленности СССР, Челябинская область                                                                 | 3 ст. 05.03.1976 № 226739 2 ст. 02.03.1981 № 5347 1 ст. 18.10.1984 № 95   | [ ГС 43 ] |
| 62 | Бородаев, Владимир Алексеевич       | 17.12.1932 — 15.10.2008 | Токарь Ростовского завода специального инструмента и технологической оснастки производственного объединения «Ростсельмаш» имени Ю. В. Андропова Министерства автомобильного и сельскохозяйственного машиностроения СССР, гор. Ростов-на-Дону | 3 ст. 04.05.1975 № 66658 2 ст. 11.02.1981 № 11553 1 ст. 24.01.1991 № 868  | [ ГС 44 ] |
| 63 | Борш, Николай Арсеньевич            | род. 1945               | Бригадир совхоза «Каларашский» Каларашского района Молдавской ССР | 3 ст. 02.03.1976 № 196226 2 ст. 17.03.1981 № 18009 1 ст. 08.06.1990 № 735 |           |
| 64 | Борябин, Иван Фёдорович             | 14.03.1932 — 20.10.2004 | Тракторист колхоза «Вперёд» Шацкого района Рязанской области | 3 ст. 30.03.1978 № 222890 2 ст. 06.06.1984 № 8832 1 ст. 29.05.1990 № 712  | [ ГС 45 ] |
| 65 | Ботов, Иван Андреевич               | 01.11.1936 — 03.01.2012 | Тракторист-машинист колхоза «Путь Ленина» агропромышленного комбината «Лада» Ставропольского района Куйбышевской области | 3 ст. 14.02.1975 № 21860 2 ст. 12.04.1979 № 3476 1 ст. 14.09.1990 № 823   | [ ГС 46 ] |
| 66 | Ботыцкий, Александр Иванович        | род. 27.05.1937         | Водитель автомобиля совхоза «Лабинский» Лабинского района Краснодарского края | 3 ст. 14.02.1975 № 25126 2 ст. 23.12.1976 № 1399 1 ст. 03.09.1990 № 797   | [ ГС 47 ] |
| 67 | Брайт, Лидия Иосифовна              | род. 15.01.1939         | Оператор машинного доения племсовхоза «Победа» Кулундинского района Алтайского края | 3 ст. 30.03.1978 № 216643 2 ст. 14.12.1984 № 10106 1 ст. 23.08.1990 № 765 | [ ГС 48 ] |
| 68 | Братищенко, Ольга Григорьевна       | род. 16.05.1947         | Формовщица Старокраматорского машиностроительного завода имени Серго Орджоникидзе Министерства тяжёлого и транспортного машиностроения СССР, Донецкая область                                                                                | 3 ст. 03.03.1976 № 156396 2 ст. 31.03.1981 № 14306 1 ст. 10.06.1986 № 348 | [ ГС 49 ] |
| 69 | Братченко, Василий Иванович         | род. 02.07.1949         | Механизатор колхоза имени Карла Маркса Никопольского района Днепропетровской области | 3 ст. 14.02.1975 № 8628 2 ст. 24.12.1976 № 2141 1 ст. 08.08.1991 № 928    | [ ГС 50 ] |
| 70 | Бридько, Мария Матвеевна            | род. 1942               | Телятница совхоза «Ярославский» Жаксынского района Тургайской области | 3 ст. 14.02.1975 № 6159 2 ст. 24.12.1976 № 12 1 ст. 05.12.1985 № 176      |           |
| 71 | Брижан, Дмитрий Афанасьевич         | 23.08.1928 — 11.12.2003 | Бригадир водителей автотранспортного предприятия «Совавто-Бийск» Министерства автомобильного транспорта РСФСР, гор. Бийск Алтайского края | 3 ст. 22.04.1975 № 36590 2 ст. 02.04.1981 № 8633 1 ст. 14.08.1986 № 494   | [ ГС 51 ] |
| 72 | Бубнов, Анатолий Георгиевич         | 17.01.1933 — 01.07.2002 | Составитель поездов станции Пугачёвск Приволжской железной дороги, Пугачёвский район Саратовской области | 3 ст. 04.03.1976 № 304026 2 ст. 02.04.1981 № 8257 1 ст. 03.07.1986 № 404  | [ ГС 52 ] |
| 73 | Бугайчук, Евгения Даниловна         | род. 1938               | Маляр-штукатур Котовской дистанции пути Одесско-Кишинёвской железной дороги, Одесская область | 3 ст. 04.03.1976 № 158267 2 ст. 02.04.1981 № 14028 1 ст. 03.07.1986 № 408 |           |
| 74 | Буданин, Вячеслав Михайлович        | род. 17.03.1939         | Горнорабочий очистного забоя шахтоуправления имени газеты «Социалистический Донбасс» производственного объединения «Донецкуголь» Министерства угольной промышленности Украинской ССР, Донецкая область                                       | 3 ст. 21.04.1975 № 53016 2 ст. 25.04.1985 № 24684 1 ст. 09.10.1990 № 842  |           |
| 75 | Будин, Александр Иванович           | род. 1930               | Бригадир комплексной бригады строительного управления № 16 треста «Муромстрой» Владимирского территориального управления, Владимирская область                                                                                               | 3 ст. 21.04.1975 № 88350 2 ст. 12.05.1977 № 3102 1 ст. 06.03.1986 № 207   |           |
| 76 | Булгаков, Анатолий Иванович         | род. 15.03.1939         | Бригадир проходчиков шахты «Северная» Всесоюзного промышленного объединения «Кузбассуголь» Министерства угольной промышленности СССР, Кемеровская область                                                                                    | 3 ст. 21.04.1975 № 83406 2 ст. 02.03.1981 № 11434 1 ст. 29.04.1986 № 255  | [ ГС 53 ] |
| 77 | Бунзя, Николай Сергеевич            | род. 1936               | Рабочий совхоза, Донецкая область | 3 ст. 21.04.1975 № 32307 2 ст. 17.03.1981 № 14308 1 ст. 07.07.1986 № 432  |           |
| 78 | Бурков, Игорь Александрович         | 04.02.1933 — 18.12.2007 | Модельщик Уральского завода тяжёлого машиностроения имени Серго Орджоникидзе производственного объединения «Уралмаш» Министерства тяжёлого и транспортного машиностроения СССР, гор. Свердловск                                              | 3 ст. 03.03.1976 № 296513 2 ст. 31.03.1981 № 5997 1 ст. 11.07.1983 № 39   | [ ГС 54 ] |
| 79 | Бурнашёв, Николай Дмитриевич        | 04.08.1935 — 11.05.2010 | Тракторист-машинист совхоза «Курбусахский» Усть-Алданского района Якутской АССР | 3 ст. 30.03.1978 № 270806 2 ст. 06.06.1984 № 9956 1 ст. 10.09.1990 № 810  | [ ГС 55 ] |
| 80 | Бурцев, Виктор Николаевич           | род. 1932               | Водитель автомобиля Солнцевской межколхозной передвижной механизированной колонны, Курская область | 3 ст. 21.04.1975 № 81054 2 ст. 14.04.1981 № 10942 1 ст. 21.12.1991 № 978  |           |
| 81 | Буткевич, Григорий Иосифович        | род. 1928               | Шофёр Шполянского районного объединения «Сельхозтехника», Черкасская область | 3 ст. 14.02.1975 № 10559 2 ст. 24.12.1976 № 1977 1 ст. 06.06.1984 № 76    |           |
| 82 | Бухтияров, Анатолий Иванович        | род. 1940               | Проходчик тоннельного отреза № 19 специализированного управления строительства «Бамтоннельстрой» Министерства транспортного строительства СССР, Бурятская АССР                                                                               | 3 ст. 05.02.1981 № 507905 2 ст. 29.04.1985 № 35712 1 ст. 10.08.1990 № 736 |           |
| 83 | Бушмакин, Виктор Дмитриевич         | род. 06.10.1942         | Тракторист совхоза «Щербаковский» Усть-Таркского района Новосибирской области | 3 ст. 14.02.1975 № 22027 2 ст. 23.12.1976 № 541 1 ст. 29.05.1990 № 720    | [ ГС 56 ] |
| 84 | Бушуева, Матрёна Семёновна          | 02.07.1934 — 07.11.2017 | Просмотрщик ампул с инъекционными растворами Ленинградского производственного химико-фармацевтического объединения «Фармакон» Министерства медицинской и микробиологической промышленности СССР                                              | 3 ст. 22.04.1975 № 202849 2 ст. 31.03.1981 № 9031 1 ст. 03.06.1986 № 304  | [ ГС 57 ] |
| 85 | Быковская, Любовь Владимировна      | 1936 — 05.05.1995       | Доярка колхоза «Заветы Ильича» Грачёвского района Ставропольского края | 3 ст. 16.12.1980 № 461916 2 ст. 29.08.1986 № 29238 1 ст. 03.12.1991 № 966 | [ ГС 58 ] |
| 86 | Былина, Зинаида Кирилловна          | род. 24.08.1938         | Бригадир московского предприятия Министерства тяжёлого и транспортного машиностроения СССР | 3 ст. 03.03.1976 № 150474 2 ст. 31.03.1981 № 19628 1 ст. 10.06.1986 № 343 |           |
| 87 | Бычковский, Иван Львович            | 17.09.1931 — 08.11.2009 | Машинист бумагоделательной машины Советского целлюлозно-бумажного завода производственного объединения «Неманбумпром» Министерства лесной, целлюлозно-бумажной и деревообрабатывающей промышленности СССР, Калининградская область           | 3 ст. 24.04.1975 № 80606 2 ст. 19.03.1981 № 6731 1 ст. 22.05.1986 № 286   | [ ГС 59 ] |